# Arden International
Arden International – brytyjski (dawniej holenderski) zespół startujący w wyścigach samochodowych, którego założycielem jest Christian Horner. Startuje w serii GP2 od 2005 roku, serii GP3 od 2010 roku, w Formule Renault 3.5 od 2012 roku, a w latach 2005–2006 startował w serii A1 Grand Prix, w latach 2008–2011 w azjatyckiej serii GP2. Największe sukcesy zespół święcił jednak w Formule 3000, gdzie startował w latach 1997–2004.

## Starty

### Seria GP2
W latach 2007–2010 zespół jeździł z holenderską licencją. Ponadto w sezonie 2008 jako Trust Team Arden, a w 2009 jako Telmex Arden International.

| Rok  | Bolid              | Kierowcy            | Wyścigi | Wygrane | PP | NO   | Pkt    | M.K. | M.Z. |
| ---- | ------------------ | ------------------- | ------- | ------- | -- | ---- | ------ | ---- | ---- |
| 2005 | Dallara-Mecachrome | Heikki Kovalainen   | 23      | 5       | 4  | 1    | 105    | 2    | 2    |
| 2005 | Dallara-Mecachrome | Nicolas Lapierre    | 23      | 0       | 1  | 1    | 21     | 11   | 2    |
| 2006 | Dallara-Mecachrome | Michael Ammermüller | 21      | 1       | 0  | 0    | 25     | 11   | 4    |
| 2006 | Dallara-Mecachrome | Nicolas Lapierre    | 17      | 0       | 0  | 1    | 32     | 9    | 4    |
| 2006 | Dallara-Mecachrome | Neel Jani           | 4       | 0       | 0  | 0    | 0      | 25   | 4    |
| 2007 | Dallara-Mecachrome | Bruno Senna         | 21      | 1       | 0  | 0    | 34     | 8    | 7    |
| 2007 | Dallara-Mecachrome | Adrian Zaugg        | 19      | 0       | 0  | 0    | 10     | 18   | 7    |
| 2007 | Dallara-Mecachrome | Filipe Albuquerque  | 2       | 0       | 0  | 0    | 0      | 32   | 7    |
| 2008 | Dallara-Mecachrome | Sébastien Buemi     | 20      | 2       | 0  | 0    | 50     | 6    | 6    |
| 2008 | Dallara-Mecachrome | Yelmer Buurman      | 10      | 0       | 0  | 0    | 5      | 20   | 6    |
| 2008 | Dallara-Mecachrome | Luca Filippi        | 10      | 0       | 0  | 0    | 1      | 19   | 6    |
| 2009 | Dallara-Mecachrome | Sergio Pérez        | 20      | 0       | 0  | 1    | 22     | 12   | 8    |
| 2009 | Dallara-Mecachrome | Edoardo Mortara     | 20      | 1       | 0  | 2    | 19     | 14   | 8    |
| 2010 | Dallara-Mecachrome | Charles Pic         | 20      | 1       | 1  | 0    | 28     | 10   | 7    |
| 2010 | Dallara-Mecachrome | Rodolfo González    | 20      | 0       | 0  | 0    | 4      | 21   | 7    |
| 2011 | Dallara-Mecachrome | Josef Král          | 18      | 0       | 0  | 0    | 15     | 15   | 11   |
| 2011 | Dallara-Mecachrome | Jolyon Palmer       | 18      | 0       | 0  | 0    | 0      | 28   | 11   |
| 2012 | Dallara-Mecachrome | Simon Trummer       | 24      | 0       | 0  | 0    | 4      | 23   | 3    |
| 2012 | Dallara-Mecachrome | Luiz Razia          | 24      | 4       | 0  | 3    | 222    | 2    | 3    |
| 2013 | Dallara-Mecachrome | Johnny Cecotto Jr.  | 21      | 0       | 1  | 1    | 41     | 16   | 8    |
| 2013 | Dallara-Mecachrome | Mitch Evans         | 22      | 0       | 0  | 0    | 56     | 14   | 8    |
| 2014 | Dallara-Mecachrome | René Binder         | 22      | 0       | 0  | 0    | 3      | 25   | 10   |
| 2014 | Dallara-Mecachrome | André Negrão        | 20      | 0       | 0  | 0    | 31     | 12   | 10   |
| 2014 | Dallara-Mecachrome | Tom Dillmann        | 2       | 0       | 0  | 0(1) | 16(18) | 19   | 10   |

### Seria GP3
| Rok  | Bolid           | Kierowcy            | Wyścigi | Wygrane | PP | NO | Pkt   | M.K. | M.Z. |
| ---- | --------------- | ------------------- | ------- | ------- | -- | -- | ----- | ---- | ---- |
| 2010 | Dallara-Renault | Michael Christensen | 16      | 0       | 0  | 0  | 0     | 31   | 9    |
| 2010 | Dallara-Renault | Miquel Monrás       | 16      | 0       | 0  | 1  | 17    | 10   | 9    |
| 2010 | Dallara-Renault | Leonardo Cordeiro   | 16      | 0       | 0  | 1  | 1     | 27   | 9    |
| 2011 | Dallara-Renault | Mitch Evans         | 16      | 1       | 2  | 0  | 29    | 9    | 2    |
| 2011 | Dallara-Renault | Simon Trummer       | 16      | 0       | 0  | 0  | 9     | 18   | 2    |
| 2011 | Dallara-Renault | Lewis Williamson    | 15      | 1       | 1  | 0  | 31    | 8    | 2    |
| 2012 | Dallara-Renault | Mitch Evans         | 16      | 3       | 4  | 2  | 151,5 | 1    | 2    |
| 2012 | Dallara-Renault | David Fumanelli     | 14      | 0       | 0  | 0  | 47    | 11   | 2    |
| 2012 | Dallara-Renault | Matias Laine        | 16      | 1       | 0  | 1  | 111   | 5    | 2    |
| 2013 | Dallara-Renault | Carlos Sainz Jr.    | 16      | 0       | 1  | 2  | 66    | 10   | 2    |
| 2013 | Dallara-Renault | Robert Vișoiu       | 16      | 2       | 0  | 0  | 44    | 11   | 2    |
| 2013 | Dallara-Renault | Daniił Kwiat        | 16      | 3       | 2  | 4  | 168   | 1    | 2    |
| 2014 | Dallara-Renault | Robert Vișoiu       | 18      | 0       | 0  | 0  | 23    | 13   | 5    |
| 2014 | Dallara-Renault | Patric Niederhauser | 18      | 2       | 0  | 2  | 62    | 10   | 5    |
| 2014 | Dallara-Renault | Jann Mardenborough  | 18      | 1       | 0  | 2  | 77    | 9    | 5    |

### Formuła Renault 3.5
Arden International współpracuje z Caterham Racing i startuje jako Arden Caterham.

Od 2014 roku ekipa startuje jako Arden Motorsport.
| Rok  | Bolid           | Kierowcy               | Wyścigi | Wygrane | PP | NO | Pkt | M.K. | M.Z. |
| ---- | --------------- | ---------------------- | ------- | ------- | -- | -- | --- | ---- | ---- |
| 2012 | Dallara-Renault | Alexander Rossi        | 17      | 0       | 0  | 4  | 63  | 11   | 2    |
| 2012 | Dallara-Renault | Lewis Williamson       | 5       | 0       | 0  | 0  | 0   | 32   | 2    |
| 2012 | Dallara-Renault | António Félix da Costa | 12      | 4       | 0  | 2  | 166 | 4    | 2    |
| 2013 | Dallara-Renault | António Félix da Costa | 17      | 3       | 1  | 2  | 172 | 3    | 4    |
| 2013 | Dallara-Renault | Pietro Fantin          | 17      | 0       | 0  | 0  | 14  | 21   | 4    |
| 2014 | Dallara-Renault | Pierre Gasly           | 17      | 0       | 1  | 3  | 192 | 2    | 3    |
| 2014 | Dallara-Renault | Williams Buller        | 17      | 0       | 0  | 0  | 30  | 16   | 3    |

### Azjatycka Seria GP2
Do sezonu 2009/2010 zespół startował z holenderską licencją, a w sezonie 2008 jako Trust Team Arden.
| Rok       | Bolid              | Kierowcy             | Wyścigi | Wygrane | PP | NO | Pkt | M.K. | M.Z. |
| --------- | ------------------ | -------------------- | ------- | ------- | -- | -- | --- | ---- | ---- |
| 2008      | Dallara-Mecachrome | Adam Khan            | 4       | 0       | 0  | 0  | 0   | 28   | 2    |
| 2008      | Dallara-Mecachrome | Yelmer Buurman       | 6       | 0       | 0  | 0  | 13  | 9    | 2    |
| 2008      | Dallara-Mecachrome | Sébastien Buemi      | 10      | 1       | 0  | 1  | 37  | 2    | 2    |
| 2008/2009 | Dallara-Mecachrome | Luiz Razia           | 11      | 1       | 1  | 0  | 9   | 13   | 6    |
| 2008/2009 | Dallara-Mecachrome | Mika Mäki            | 2       | 0       | 0  | 0  | 0   | 29   | 6    |
| 2008/2009 | Dallara-Mecachrome | Renger van der Zande | 1       | 0       | 0  | 0  | 0   | 31   | 6    |
| 2008/2009 | Dallara-Mecachrome | Edoardo Mortara      | 8       | 0       | 0  | 0  | 11  | 11   | 6    |
| 2009/2010 | Dallara-Mecachrome | Charles Pic          | 4       | 1       | 1  | 0  | 18  | 5    | 2    |
| 2009/2010 | Dallara-Mecachrome | Rodolfo González     | 2       | 0       | 0  | 0  | 0   | 29   | 2    |
| 2009/2010 | Dallara-Mecachrome | Javier Villa         | 6       | 0       | 0  | 1  | 19  | 4    | 2    |
| 2011      | Dallara-Mecachrome | Josef Král           | 4       | 0       | 0  | 0  | 8   | 10   | 10   |
| 2011      | Dallara-Mecachrome | Jolyon Palmer        | 4       | 0       | 0  | 0  | 0   | 19   | 10   |

### A1 GP
| Rok       | Bolid      | Konstruktor           | Wygrane | PP | NO | Pkt | M.Z. |
| --------- | ---------- | --------------------- | ------- | -- | -- | --- | ---- |
| 2005/2006 | Lola-Zytek | A1 Team Great Britain | 0       | 1  | 0  | 97  | 3    |

### Formuła 3000
| Rok  | Bolid           | Kierowcy          | Wygrane | PP | NO | Pkt | M.K. | M.Z.  |
| ---- | --------------- | ----------------- | ------- | -- | -- | --- | ---- | ----- |
| 1997 | Lola-Zytek Judd | Christian Horner  | 0       | 0  | 0  | 1   | 21   | 16    |
| 1998 | Lola-Zytek Judd | Kurt Mollekens    | 0       | 0  | 0  | 19  | 6    | 7 [1] |
| 1998 | Lola-Zytek Judd | Christian Horner  | 0       | 0  | 0  | 0   | NS   | 7 [1] |
| 1999 | Lola-Zytek      | Marc Goossens     | 0       | 0  | 0  | 0   | NS   | NS    |
| 1999 | Lola-Zytek      | Wiktor Maslov     | 0       | 0  | 0  | 0   | NS   | NS    |
| 2000 | Lola-Zytek      | Darren Manning    | 0       | 1  | 1  | 10  | 8    | 8     |
| 2000 | Lola-Zytek      | Wiktor Maslov     | 0       | 0  | 0  | 0   | NS   | 8     |
| 2001 | Lola-Zytek      | Darren Manning    | 0       | 0  | 0  | 9   | 11   | 9     |
| 2001 | Lola-Zytek      | Wiktor Maslov     | 0       | 0  | 0  | 0   | NS   | 9     |
| 2002 | Lola-Zytek Judd | Tomáš Enge        | 3       | 4  | 5  | 50  | 3    | 1     |
| 2002 | Lola-Zytek Judd | Björn Wirdheim    | 1       | 1  | 0  | 29  | 4    | 1     |
| 2003 | Lola-Zytek Judd | Björn Wirdheim    | 3       | 5  | 7  | 78  | 1    | 1     |
| 2003 | Lola-Zytek Judd | Townsend Bell     | 0       | 0  | 0  | 17  | 9    | 1     |
| 2004 | Lola-Zytek Judd | Vitantonio Liuzzi | 7       | 9  | 3  | 86  | 1    | 1     |
| 2004 | Lola-Zytek Judd | Robert Doornbos   | 1       | 0  | 1  | 44  | 3    | 1     |